# آرثر شوستر
السير فرانتس آرثر فريدريش شوستر (الألمانية: Franz Arthur Friedrich Schuster؛ 12 سبتمبر 1851 - 17 أكتوبر 1934) فيزيائي بريطاني، ألماني المولد، له أبحاث عديدة في مجالات المطيافية والكيمياء الكهربية البصريات والأشعة السينية وتطبيقات التحليل التوافقي في علم الفيزياء. يرجع إليه الكثير من الفضل في جعل جامعة مانشستر مركزاً مرموقاً لدراسة وأبحاث علم الفيزياء. منح لقب سير سنة 1920 وحصل على وسام رمفورد سنة 1926.

## معرض صور

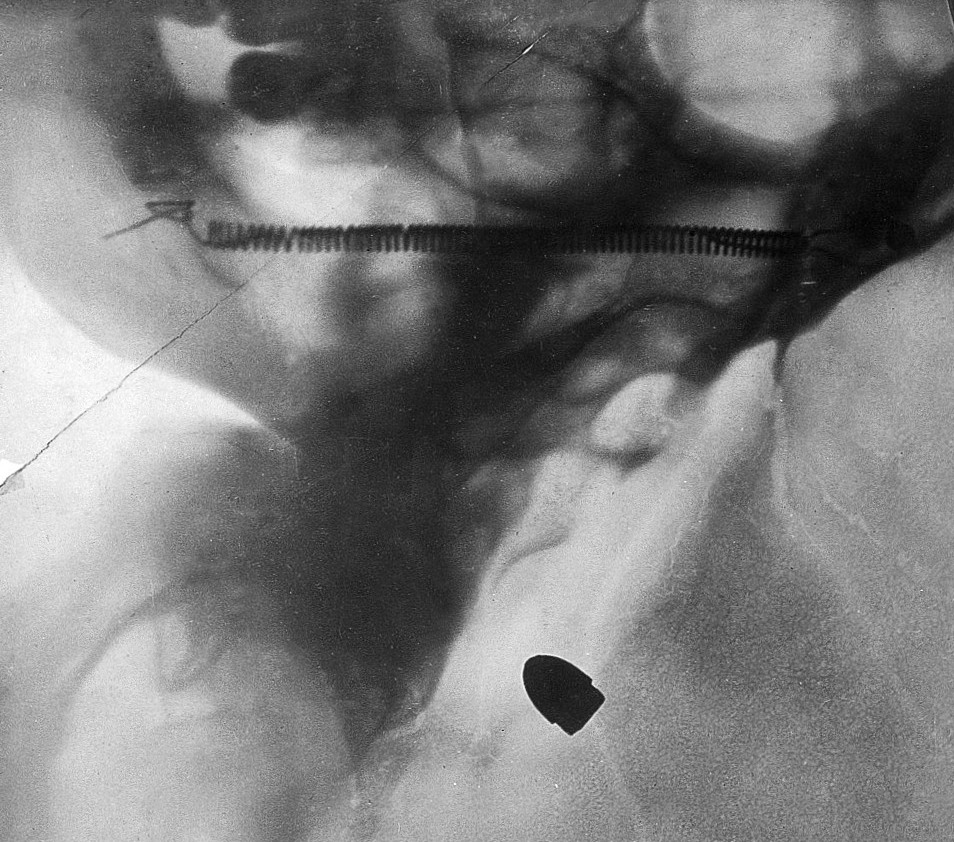
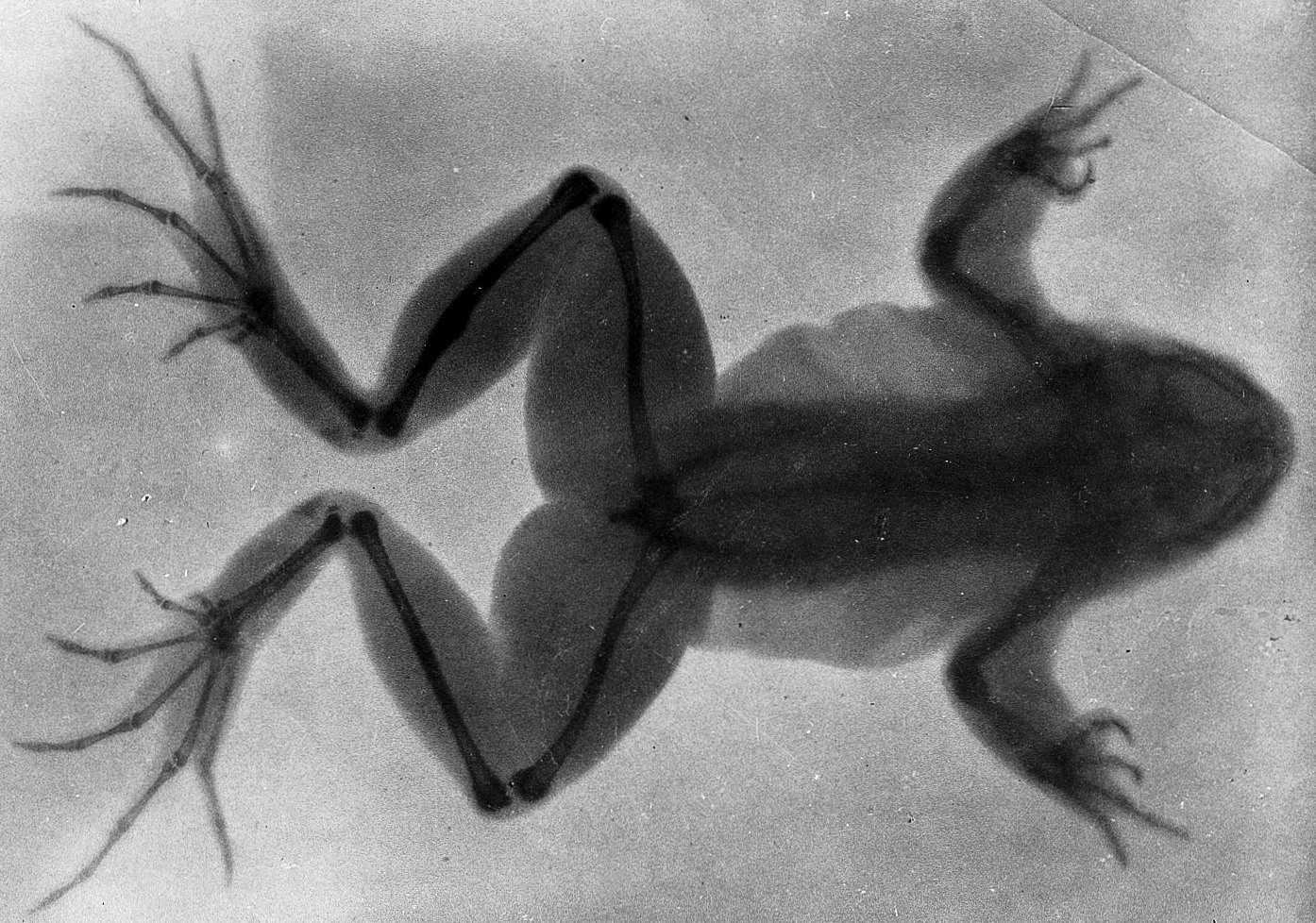
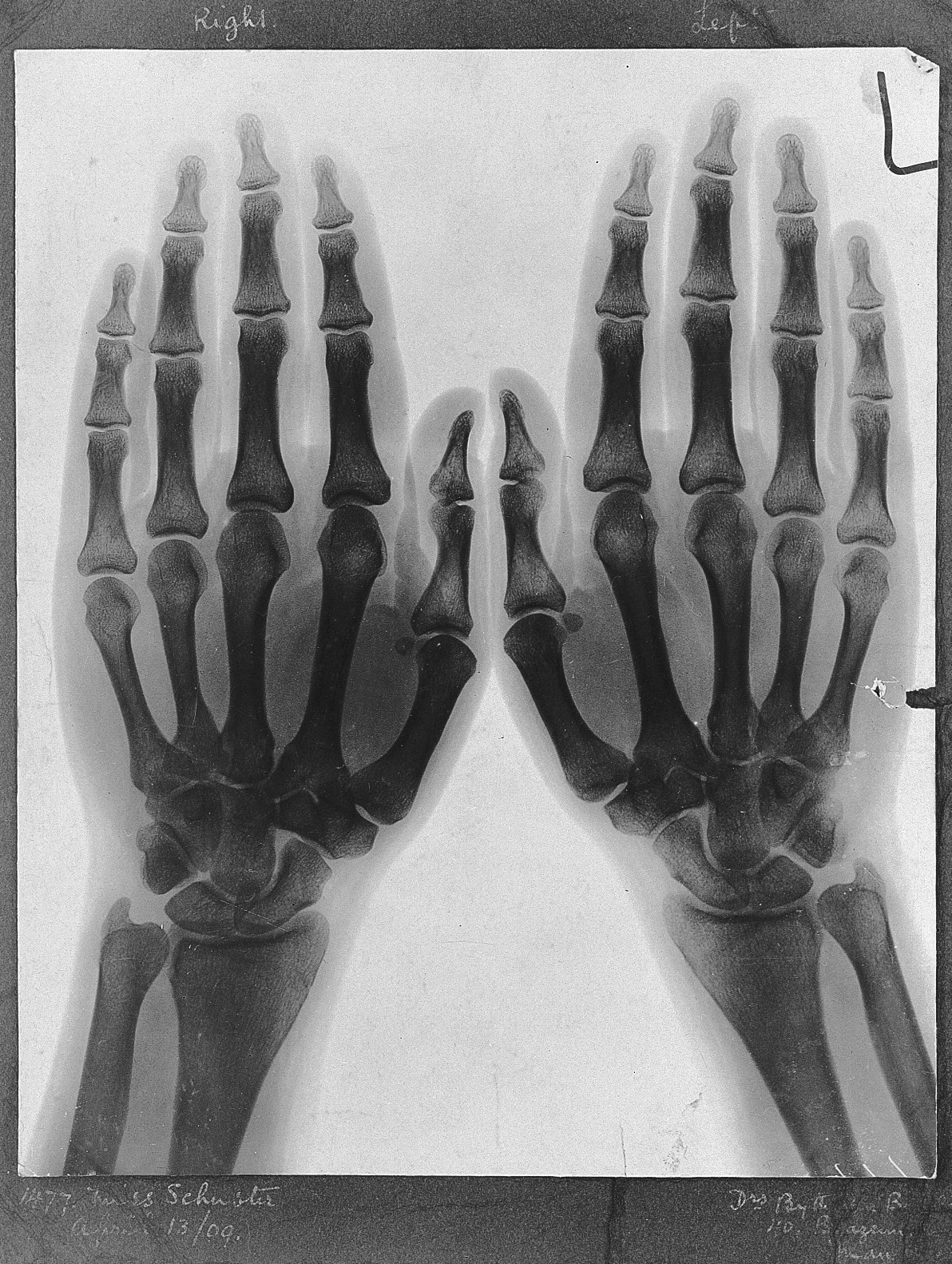

## روابط خارجية
- شوستر، سير آرثر - الموسوعة العربية الميسرة، 1965